# Liste der französischen Gesandten in der Toskana
Dies ist eine Liste der französischen Gesandten und bevollmächtigten Minister im Großherzogtum Toskana (bis 1860).

## Geschichte
Das Königreich Frankreich und das Herzogtum Toskana hatten bereits im 16. Jahrhundert diplomatische Beziehungen. Zwei Töchter aus dem Hause Medici (Caterina und Maria) waren Königinnen von Frankreich.
Auf Druck des französischen Kaiserreichs wurde 1801 der toskanische Großherzog Ferdinand III. abgesetzt, und das Königreich Etrurien unter dem Haus Bourbon-Parma errichtet. 1807 wurde dieses von Frankreich annektiert. Nach den napoleonischen Kriegen wurde das Großherzogtum Toskana 1814 wieder restauriert, bis es 1860 dem Königreich Italien beitrat.

## Missionschefs
| Ernennung/ Akkreditierung | Abberufung | Name                                 | Anmerkungen | ernannt von        | akkreditiert bei |
| ------------------------- | ---------- | ------------------------------------ | --- | ------------------ | ---------------- |
| 1768                      | 1792       | Joseph-Pierre Balthazar de Puget     | (* 1720) | Ludwig XV.         | Leopold I.       |
| 1792                      | 1793, Okt. | Alexandre de Laflotte                | (* 1766; † 1794) Geschäftsträger | Nationalkonvent    | Ferdinand III.   |
| 1793                      | 1795       | François Cacault                     | (* 1743; † 1805) | Nationalkonvent    | Ferdinand III.   |
| 1795                      | 1796       | André-François Miot de Mélito        | (* 1762; † 1841) 1794 bis 1795 Außenminister, 1796 bis 1798 Gesandter in Sardinien-Piemont                                                                                                 | Nationalkonvent    | Ferdinand III.   |
| 1796                      | 1798       |                                      | |                    |                  |
| 1798                      | 1799       | Charles Frédéric de Reinhard         | (* 1761; † 1837) 1795 bis 1797 und 1802 bis 1805 Gesandter bei den Hansestädten, 1799 Außenminister, 1818 bis 1830 Gesandter beim Deutschen Bund, 1830 bis 1832 in Sachsen                 | Direktorium        | Ferdinand III.   |
| 1799                      | 1801       |                                      | |                    |                  |
| 1801                      | 1802       | Charles-Jean-Marie Alquier           | (* 1752; † 1826) 1798 bis 1799 Gesandter in Bayern, 1802 bis 1804 in Neapel, 1805 bis 1806 Botschafter beim Heiligen Stuhl, 1810 bis 1811 Gesandter in Schweden, 1811 bis 1814 in Dänemark | Konsulat           | Ludwig I.        |
| 1802                      | 1806       |                                      | |                    |                  |
| 1806                      | 1807       | Pierre Raymond Hector d'Aubusson     | (* 1765; † 1848) | Napoléon I.        | Karl Ludwig      |
| 1808                      | 1814       |                                      | keine Beziehungen |                    |                  |
| 1816, 8. Jan.             | 1818       | Joseph-Hilarion de Gautier           | (* 1757) Ministerresident | Ludwig XVIII.      | Ferdinand III.   |
| 1818, 30. Mär.            | 1820       | Édouard Dillon                       | (* 1750; † 1839) | Ludwig XVIII.      | Ferdinand III.   |
| 1820, 19. Jul.            | 1827       | Louis Dubois-Descours                | (* 1763; † 1827) | Ludwig XVIII.      | Ferdinand III.   |
| 1827, 9. Dez.             | 1833       | Eugène François d'Arnauld            | (* 1774; † 1854) | Karl X.            | Leopold II.      |
| 1833, 2. Jan.             | 1833       | Adalbert Charles de Talleyrand       | (* 1758; † 1841) Ministerresident, 1833 bis 1834 Gesandter bei den Hansestädten | Louis-Philippe I.  | Leopold II.      |
| 1833, 7. Okt.             | 1841       | Pierre Vincent Gabriel Bellocq       | († 1888) Ministerresident, 1832 bis 1833 Gesandter bei den Hansestädten | Louis-Philippe I.  | Leopold II.      |
| 1841                      | 1845       |                                      | |                    |                  |
| 1845, 6. Apr.             | 1848       | Hippolyte de La Rochefoucauld        | (* 1804; † 1863) | Louis-Philippe I.  | Leopold II.      |
| 1848, 14. Apr.            | 1848       | François-Antoine de Boissy d'Anglas  | (* 1781; † 1850) | Jacques C. Dupont  | Leopold II.      |
| 1848, 13. Jun.            | 1848       | Alphonse de Rayneval                 | (* 1813; † 1858) 1848 bis 1849 Gesandter in Neapel, 1849 Außenminister, 1850 bis 1857 Botschafter beim Heiligen Stuhl, 1857 bis 1858 in Russland                                           | Exekutivkommission | Leopold II.      |
| 1848, 29. Jun.            | 1849       | Adrien-Théodore Benoît-Champy        | (* 1805; † 1872) | Eugène Cavaignac   | Leopold II.      |
| 1849, 26. Jan.            | 1850       | Alexandre Colonna-Walewski           | (* 1810; † 1868) 1850 bis 1851 Gesandter in Neapel, 1851 bis 1851 Gesandter in Spanien, 1851 bis 1855 Botschafter im Vereinigten Königreich, 1855 bis 1860 Außenminister                   | Louis N. Bonaparte | Leopold II.      |
| 1850, 17. Apr.            | 1855       | Gustave de Monttessuy                | (* 1809; † 1881) 1849 bis 1850 Gesandter in Hannover, 1858 bis 1861 in Belgien | Louis N. Bonaparte | Leopold II.      |
| 1855, 7. Nov.             | 1857       | Henri-Godefroy de La Tour d’Auvergne | (* 1823; † 1871) 1857 bis 1859 Gesandter in Sardinien-Piemont, 1859 bis 1863 in Preußen, 1863 bis 1869 Botschafter im Vereinigten Königreich, 1869 und 1870 Außenminister                  | Napoléon III.      | Leopold II.      |
| 1857, 16. Aug.            | 1860       | Théophile de Ferrière Le Vayer       | (* 1812; † 1864) | Napoléon III.      | Leopold II.      |

1860: Auflösung der Gesandtschaft